# Malkinola insulanus
Malkinola insulanus là một loài nhện trong họ Linyphiidae.
Loài này thuộc chi Malkinola. Malkinola insulanus được Alfred Frank Millidge miêu tả năm 1991.